# Hanatou Ouelogo
Konkiswinde Hanatou Ouelogo, née le 5 août 1978, est une judokate burkinabé.

## Carrière
Hanatou Ouelogo évolue dans la catégorie des moins de 48 kg ; elle est médaillée d'argent aux Championnats d'Afrique de judo 2004 et médaillée de bronze aux Jeux de la Francophonie 2005. Elle est éliminée au premier tour des Jeux olympiques de 2004 par la Russe Lioubov Brouletova et en huitièmes de finale des Jeux olympiques de 2008 par la Kazakhe Kelbet Nurgazina.